# Diocesi di Mouila
La diocesi di Mouila (in latino: Dioecesis Muilaënsis) è una sede della Chiesa cattolica in Gabon suffraganea dell'arcidiocesi di Libreville. Nel 2021 contava 52.350 battezzati su 137.800 abitanti. È retta dal vescovo Mathieu Madega Lebouankehan.

## Territorio
La diocesi comprende le province gabonesi di Ngounié e Nyanga.
Sede vescovile è la città di Mouila, dove si trova la cattedrale di San Giovanni apostolo.
Il territorio è suddiviso in 17 parrocchie.

## Storia
La diocesi è stata eretta l'11 dicembre 1958 con la bolla Cum sit omnis di papa Giovanni XXIII, ricavandone il territorio dalla diocesi di Libreville, che nel contempo è stata elevata ad arcidiocesi.
Il 5 ottobre 1974 ha ceduto una porzione di territorio a vantaggio dell'erezione della diocesi di Franceville.

## Cronotassi dei vescovi
Si omettono i periodi di sede vacante non superiori ai 2 anni o non storicamente accertati.
- Raymond-Marie-Joseph de La Moureyre, C.S.Sp. † (14 maggio 1959 - 28 ottobre 1976 dimesso)
- Cyriaque Siméon Obamba † (28 ottobre 1976 - 22 aprile 1992 ritirato)
  - Sede vacante (1992-1996)
- Dominique Bonnet, C.S.Sp. (8 novembre 1996 - 19 gennaio 2013 dimesso)
- Mathieu Madega Lebouankehan, dal 19 gennaio 2013

## Statistiche
La diocesi nel 2021 su una popolazione di 137.800 persone contava 52.350 battezzati, corrispondenti al 38,0% del totale.
| anno | popolazione | popolazione | popolazione | presbiteri | presbiteri | presbiteri | presbiteri                | diaconi | religiosi | religiosi | parrocchie |
| anno | battezzati  | totale      | %           | numero     | secolari   | regolari   | battezzati per presbitero | diaconi | uomini    | donne     | parrocchie |
| ---- | ----------- | ----------- | ----------- | ---------- | ---------- | ---------- | ------------------------- | ------- | --------- | --------- | ---------- |
| 1969 | ?           | 205.000     | ?           | 39         | 7          | 32         | 0                         |         | 59        | 56        | 18         |
| 1980 | 72.524      | 166.000     | 43,7        | 19         | 4          | 15         | 3.817                     |         | 18        | 33        | 15         |
| 1990 | 75.078      | 169.500     | 44,3        | 12         | 4          | 8          | 6.256                     |         | 12        | 26        | 14         |
| 1999 | 45.000      | 117.500     | 38,3        | 11         | 5          | 6          | 4.090                     |         | 7         | 21        | 10         |
| 2000 | 45.000      | 117.500     | 38,3        | 14         | 8          | 6          | 3.214                     |         | 8         | 24        | 11         |
| 2001 | 45.000      | 117.500     | 38,3        | 16         | 8          | 8          | 2.812                     |         | 11        | 21        | 11         |
| 2002 | 46.000      | 115.800     | 39,7        | 17         | 9          | 8          | 2.705                     |         | 10        | 21        | 11         |
| 2003 | 46.000      | 115.800     | 39,7        | 17         | 10         | 7          | 2.705                     |         | 8         | 25        | 11         |
| 2004 | 46.200      | 115.800     | 39,9        | 15         | 7          | 8          | 3.080                     |         | 10        | 22        | 11         |
| 2007 | 46.000      | 115.000     | 40,0        | 17         | 11         | 6          | 2.705                     | 2       | 8         | 27        | 11         |
| 2013 | 48.587      | 126.000     | 38,6        | 19         | 16         | 3          | 2.557                     |         | 4         | 16        | 12         |
| 2016 | 49.531      | 130.200     | 38,0        | 19         | 14         | 5          | 2.606                     |         | 6         | 14        | 16         |
| 2019 | 52.200      | 137.400     | 38,0        | 27         | 22         | 5          | 1.933                     |         | 6         | 13        | 19         |
| 2021 | 52.350      | 137.800     | 38,0        | 27         | 22         | 5          | 1.938                     |         | 10        | 12        | 17         |